# رابرت نیلور (هنرپیشه)
رابرت نیلور (انگلیسی: Robert Naylor؛ زادهٔ ۶ ژوئیهٔ ۱۹۹۶) یک هنرپیشه اهل کانادا است. وی از سال ۲۰۰۵ میلادی تاکنون مشغول فعالیت بوده‌است.